# Hotarele
Hotarele là một xã thuộc hạt Giurgiu, România. Dân số thời điểm năm 2002 là 8928 người.